# شاطئ نيوبورت (كاليفورنيا)
شاطئ نيوبورت (بالإنجليزية: Newport Beach)‏ هي إحدى مدن مقاطعة أورانج، كاليفورنيا. تم إعطاءها لقب مدينة في 1 سبتمبر، 1906.

## المناخ
يظهر الجدول التالي التغييرات المناخية على مدار السنة لشاطئ نيوبورت:
| البيانات المناخية لـشاطئ نيوبورت                           | البيانات المناخية لـشاطئ نيوبورت | البيانات المناخية لـشاطئ نيوبورت | البيانات المناخية لـشاطئ نيوبورت | البيانات المناخية لـشاطئ نيوبورت | البيانات المناخية لـشاطئ نيوبورت | البيانات المناخية لـشاطئ نيوبورت | البيانات المناخية لـشاطئ نيوبورت | البيانات المناخية لـشاطئ نيوبورت | البيانات المناخية لـشاطئ نيوبورت | البيانات المناخية لـشاطئ نيوبورت | البيانات المناخية لـشاطئ نيوبورت | البيانات المناخية لـشاطئ نيوبورت | البيانات المناخية لـشاطئ نيوبورت |
| الشهر                                                      | يناير                            | فبراير                           | مارس                             | أبريل                            | مايو                             | يونيو                            | يوليو                            | أغسطس                            | سبتمبر                           | أكتوبر                           | نوفمبر                           | ديسمبر                           | المعدل السنوي                    |
| ---------------------------------------------------------- | -------------------------------- | -------------------------------- | -------------------------------- | -------------------------------- | -------------------------------- | -------------------------------- | -------------------------------- | -------------------------------- | -------------------------------- | -------------------------------- | -------------------------------- | -------------------------------- | -------------------------------- |
| الدرجة القصوى °ف (°م)                                      | 77.9 (25.5)                      | 82.9 (28.3)                      | 84.9 (29.4)                      | 79.9 (26.6)                      | 85.8 (29.9)                      | 90.0 (32.2)                      | 82.9 (28.3)                      | 90.9 (32.7)                      | 88.0 (31.1)                      | 84.9 (29.4)                      | 88.0 (31.1)                      | 72.9 (22.7)                      | 90.9 (32.7)                      |
| متوسط درجة الحرارة الكبرى °ف (°م)                          | 63.3 (17.4)                      | 63.1 (17.3)                      | 62.7 (17.1)                      | 64.4 (18.0)                      | 65.8 (18.8)                      | 67.6 (19.8)                      | 70.9 (21.6)                      | 72.2 (22.3)                      | 72.0 (22.2)                      | 69.9 (21.1)                      | 67.3 (19.6)                      | 63.2 (17.3)                      | 66.9 (19.4)                      |
| متوسط درجة الحرارة الصغرى °ف (°م)                          | 49.8 (9.9)                       | 50.7 (10.4)                      | 52.3 (11.3)                      | 54.6 (12.6)                      | 58.3 (14.6)                      | 61.2 (16.2)                      | 64.2 (17.9)                      | 64.9 (18.3)                      | 63.6 (17.6)                      | 59.7 (15.4)                      | 53.7 (12.1)                      | 49.3 (9.6)                       | 56.9 (13.8)                      |
| أدنى درجة حرارة °ف (°م)                                    | 29 (−2)                          | 31 (−1)                          | 33 (1)                           | 37 (3)                           | 39 (4)                           | 42 (6)                           | 45 (7)                           | 51 (11)                          | 45 (7)                           | 32 (0)                           | 34 (1)                           | 32 (0)                           | 29 (−2)                          |
| الهطول إنش (مم)                                            | 2.07 (53)                        | 2.59 (66)                        | 1.67 (42)                        | .72 (18)                         | .13 (3.3)                        | .07 (1.8)                        | .02 (0.51)                       | .02 (0.51)                       | .17 (4.3)                        | .38 (9.7)                        | .96 (24)                         | 1.82 (46)                        | 10.62 (269.12)                   |
| المصدر #1: National Oceanic and Atmospheric Administration |                                  |                                  |                                  |                                  |                                  |                                  |                                  |                                  |                                  |                                  |                                  |                                  |                                  |
| المصدر #2: En.tutiempo                                     |                                  |                                  |                                  |                                  |                                  |                                  |                                  |                                  |                                  |                                  |                                  |                                  |                                  |

## توأمة
لشاطئ نيوبورت (كاليفورنيا) اتفاقيات توأمة مع كل من:
- جوان لي بان [الإنجليزية]‏
- أنتيب
- كابو سان لوكاس
- أوكازاكي
- يوسو

## أعلام
- تايلور دينت
- تيد ماكجينلي
- فرانك شيروود رولاند
- امبير لين
- ألو بلاك
- كاري موليس
- كلير تريفور
- جايسون لويس
- دولوريس ديل ريو
- فيكتور مكلاغلن

## روابط خارجية
- شاطئ نيوبورت على موقع EncyclopediaOfSurfing.com (الإنجليزية)